# Маломидська сільська рада
Маломи́дська сільська́ ра́да — орган місцевого самоврядування в Костопільському районі Рівненської області. Адміністративний центр — село Малий Мидськ.

## Загальні відомості
- Маломидська сільська рада утворена в 1939 році.
- Територія ради: 72,19 км²
- Населення ради: 1 184 особи (станом на 01.01.2017 рік)
- Територією ради протікає річка Мельниця.

## Населені пункти
Сільській раді підпорядковані населені пункти:
- с. Малий Мидськ
- с. Ледне
- с. Осова
- с. Рудня

## Склад ради
Рада складається з 12 депутатів та голови.
- Голова ради: Вітошко Іван Андрійович
- Секретар ради: Ступницький Мирослав Михайлович

### Керівний склад попередніх скликань
| Прізвище, ім'я, по батькові  | Основні відомості                                                              | Дата обрання | Дата звільнення |
| ---------------------------- | ------------------------------------------------------------------------------ | ------------ | --------------- |
| Шурма Ольга Федорівна        | Сільський голова, 1952 року народження, Всеукраїнське об'єднання «Батьківщина» | 26.03.2006   | 01.02.2008      |
| Крупеня Олександра Федорівна | Сільський голова, 1971 року народження, освіта вища, позапартійна              | 30.11.2008   | 31.10.2010      |
| Крупеня Олександра Федорівна | Сільський голова, 1971 року народження, освіта вища, позапартійна              | 31.10.2010   | 09.11.2015      |
| Вітошко Іван Андрійович      | Сільський голова, 1986 року народження, освіта вища.                           | 10.11.2015   |                 |

Примітка: таблиця складена за даними сайту Верховної Ради України